# Překlenovací úvěr
Překlenovací úvěr má několik významů. Obecně se jedná o úvěr sloužící k překlenutí nějakého období. Může to být například krátkodobý úvěr, kterým podnikatel řeší neočekávaný výpadek v cash-flow.
Zákon o spotřebitelském úvěru definuje překlenovací úvěr jako spotřebitelský úvěr na bydlení, jehož účelem je dočasné finanční řešení situace spotřebitele při přechodu k jinému spotřebitelskému úvěru na bydlení a který 1. nemá pevně stanovenou dobu trvání, nebo 2. má být splacen během 12 měsíců.
V České republice se však pod označením „překlenovací úvěr“ nejčastěji rozumí překlenovací úvěr stavební spořitelny.